# Aougrout
Aougrout (arabisch: أوﻗﺮت) ist eine algerische Gemeinde in der Provinz Timimoun mit 11.784 Einwohnern (Stand: 2008).

## Geographie
Die nächste Ortschaft Metarfa liegt etwa 40 Kilometer von Aougrout entfernt. Aougrout wird umgeben von Charouine im Osten und von Metarfa im Südwesten.